# 纽伦堡守则
《紐倫堡守則》（英語：Nuremberg Code）是一套人體試驗之準則，是成於第二次世界大戰之後的纽伦堡审判的結果。具體地說，其準則是頂著由於納粹於戰時對人類進行不人道的實驗而來，如約瑟夫·門格勒之類的人所進行的實驗。

## 背景
1947年8月，判案法官在醫生審判中的被告卡爾·勃蘭特和其他人等宣佈了裁決。法官也發表了他們對醫學實驗用於人類的意見。其中幾個犯人反駁說他們的實驗與戰前的實驗分別無幾，以及法律上也沒有對實驗合法不合法之說。
同年4月，李奧·亞歷山大向戰爭罪行議會（Counsel for War Crimes）呈交了6點方案為合法的醫學研究取義。在裁決中這6點被接納了，另外也加了4點。而這10點方案便成了《紐倫堡守則》的條文。
雖然這些條文的法律效力沒被確定下來，它們也沒有被直至加進到美國或德國的法律中，但紐倫堡條文和其有關連的《赫爾辛基宣言》是作為《聯邦規則彙編》第45篇第46卷的基本，而其是由美國的衛生及公共服務部頒發的法則，是為管理在美國由聯邦政府資助的實驗。此外，紐倫堡條文也被加進到個別州份，如加州，和其他國家的法律中。
紐倫堡條文包括某些準則，如知照下的同意、絕無約制、用正確方法來形成的科學實驗和對實驗參與者的利益。
它要求進行人體試驗的醫生必須遵守一系列道德原則，包括受試者自願參與、試驗必須基於充分的知情同意、試驗必須符合科學標準等等。紐倫堡守則是人體試驗倫理的重要里程碑，對於當今的臨床實踐和醫學研究仍具有重要的指導意義。

## 外部連結
template:Research participant rights